# Leichtathletik-Afrikameisterschaften 1988
Die 5. Leichtathletik-Afrikameisterschaften fanden vom 29. August bis 2. September 1988 im Stade 19 Mai 1956 in Annaba in Algerien statt.
Entscheidungen fielen in 23 Disziplinen für Männer und 18 Disziplinen für Frauen. Bei den Frauen gab es noch keine Wettbewerbe im 3000-Meter-Hindernislauf, im Dreisprung, im Stabhochsprung und im Hammerwurf. Dafür wurde das 5000-m-Bahngehen in das Programm aufgenommen. Die Männer verwendeten im Speerwurf zum ersten Mal bei Afrikameisterschaften das seit 1986 von der IAAF vorgeschriebene Wettkampfgerät neuer Bauart.
Es nahmen 341 Athleten aus 30 Ländern teil. Amadou Dia Ba (SEN, 400-Meter-Hürdenlauf) wurde zum vierten Mal in Folge Afrikameister, Hakim Toumi (ALG, Hammerwurf) und Maria Usifo (NGR, 100-Meter-Hürdenlauf) sowie die nigerianische 4-mal-100-Meter-Staffel der Männer jeweils zum dritten Mal. Die Titelverteidigung gelang außerdem: Innocent Egbunike (NGR, 400-Meter-Lauf), Choukri Abahnini (TUN, Stabhochsprung) und Ahmed Mohamed Ashoush (EGY, Kugelstoßen) sowie der nigerianischen 4-mal-100-Meter-Staffel der Frauen. Die erfolgreichste Athletin in Annaba war Yasmina Azzizi aus Algerien mit zwei Goldmedaillen im Siebenkampf und im Speerwurf sowie einer Bronzemedaille im 100-Meter-Hürdenlauf.

## Resultate

### 100 m
| Platz | Land    | Athlet             | Zeit    |
| ----- | ------- | ------------------ | ------- |
| 1     | Ghana   | John Myles-Mills   | 10,25 s |
| 2     | Senegal | Charles-Louis Seck | 10,29 s |
| 3     | Nigeria | Iziak Adeyanju     | 10,34 s |

(Wind: +1,1 m/s)
| Platz | Land       | Athletin         | Zeit    |
| ----- | ---------- | ---------------- | ------- |
| 1     | Nigeria    | Mary Onyali      | 11,25 s |
| 2     | Nigeria    | Falitat Ogunkoya | 11,51 s |
| 3     | Madagaskar | Lalao Ravonirina | 11,54 s |

(Wind: +1,5 m/s)

### 200 m
| Platz | Land     | Athlet               | Zeit    |
| ----- | -------- | -------------------- | ------- |
| 1     | Nigeria  | Davidson Ezinwa      | 20,97 s |
| 2     | Ghana    | Emmanuel Tuffour     | 21,00 s |
| 3     | Algerien | Mustapha Kamel Selmi | 21,21 s |

(Wind: −2,3 m/s)
| Platz | Land    | Athletin         | Zeit    |
| ----- | ------- | ---------------- | ------- |
| 1     | Nigeria | Falitat Ogunkoya | 23,33 s |
| 2     | Ghana   | Martha Appiah    | 23,72 s |
| 3     | Ghana   | Veronica Bawuah  | 24,35 s |

(Wind: +2,7 m/s)

### 400 m
| Platz | Land           | Athlet            | Zeit    |
| ----- | -------------- | ----------------- | ------- |
| 1     | Nigeria        | Innocent Egbunike | 45,43 s |
| 2     | Elfenbeinküste | Gabriel Tiacoh    | 45,86 s |
| 3     | Nigeria        | Moses Ugbisie     | 46,04 s |

| Platz | Land           | Athletin         | Zeit    |
| ----- | -------------- | ---------------- | ------- |
| 1     | Nigeria        | Airat Bakare     | 52,15 s |
| 2     | Elfenbeinküste | Célestine N’Drin | 52,77 s |
| 3     | Ghana          | Mercy Addy       | 52,88 s |

### 800 m
| Platz | Land      | Athlet          | Zeit        |
| ----- | --------- | --------------- | ----------- |
| 1     | Senegal   | Babacar Niang   | 1:46,99 min |
| 2     | Äthiopien | Getahun Ayana   | 1:47,46 min |
| 3     | Algerien  | Ahmed Belkessam | 1:47,49 min |

| Platz | Land      | Athletin               | Zeit        |
| ----- | --------- | ---------------------- | ----------- |
| 1     | Algerien  | Hassiba Boulmerka      | 2:06,16 min |
| 2     | Mosambik  | Maria de Lurdes Mutola | 2:06,55 min |
| 3     | Mauritius | Sheila Seebaluck       | 2:08,26 min |

### 1500 m
| Platz | Land      | Athlet            | Zeit        |
| ----- | --------- | ----------------- | ----------- |
| 1     | Äthiopien | Getahun Ayana     | 3:42,77 min |
| 2     | Tunesien  | Mahmoud Kalboussi | 3:33,44 min |
| 3     | Marokko   | Mustapha Lachaal  | 3:43,48 min |

| Platz | Land      | Athletin          | Zeit        |
| ----- | --------- | ----------------- | ----------- |
| 1     | Algerien  | Hassiba Boulmerka | 4:12,14 min |
| 2     | Marokko   | Fatima Aouam      | 4:12,57 min |
| 3     | Äthiopien | Getenesh Urge     | 4:17,61 min |

### 5000 m/3000 m
| Platz | Land      | Athlet           | Zeit         |
| ----- | --------- | ---------------- | ------------ |
| 1     | Marokko   | Brahim Boutayeb  | 13:49,69 min |
| 2     | Äthiopien | Haji Bulbula     | 13:50,08 min |
| 3     | Marokko   | Mohamed Issangar | 14:02,25 min |

| Platz | Land      | Athletin       | Zeit        |
| ----- | --------- | -------------- | ----------- |
| 1     | Marokko   | Fatima Aouam   | 8:59,19 min |
| 2     | Mauritius | Josiane Boullé | 9:14,37 min |
| 3     | Äthiopien | Tigist Moreda  | 9:15,92 min |

### 10.000 m
| Platz | Land      | Athlet            | Zeit         |
| ----- | --------- | ----------------- | ------------ |
| 1     | Marokko   | Brahim Boutayeb   | 28:55,28 min |
| 2     | Äthiopien | Haji Bulbula      | 29:04,65 min |
| 3     | Marokko   | Mohamed Choumassi | 29:30,59 min |

| Platz | Land     | Athletin              | Zeit         |
| ----- | -------- | --------------------- | ------------ |
| 1     | Ruanda   | Marcianne Mukamurenzi | 33:03,98 min |
| 2     | Marokko  | Hassania Darami       | 33:41,75 min |
| 3     | Algerien | Malika Benhabylès     | 35:41,80 min |

### Marathon
| Platz | Land      | Athlet         | Zeit      |
| ----- | --------- | -------------- | --------- |
| 1     | Äthiopien | Dereje Nedi    | 2:27:51 h |
| 2     | Algerien  | Allaoua Khélil | 2:28:11 h |
| 3     | Äthiopien | Kebede Balcha  | 2:29:04 h |

### 110 m Hürden/100 m Hürden
| Platz | Land           | Athlet              | Zeit    |
| ----- | -------------- | ------------------- | ------- |
| 1     | Algerien       | Nourreddine Tadjine | 14,33 s |
| 2     | Elfenbeinküste | Marcellin Dally     | 14,35 s |
| 3     | Marokko        | Zouhair Khazine     | 14,46 s |

(Wind: −1,0 m/s)
| Platz | Land     | Athletin       | Zeit    |
| ----- | -------- | -------------- | ------- |
| 1     | Nigeria  | Maria Usifo    | 13,71 s |
| 2     | Ghana    | Diana Yankey   | 13,94 s |
| 3     | Algerien | Yasmina Azzizi | 14,08 s |

(Wind: −1,1 m/s)

### 400 m Hürden
| Platz | Land    | Athlet         | Zeit    |
| ----- | ------- | -------------- | ------- |
| 1     | Senegal | Amadou Dia Ba  | 48,81 s |
| 2     | Nigeria | Henry Amike    | 49,36 s |
| 3     | Senegal | Hamidou M’Baye | 50,27 s |

| Platz | Land           | Athletin       | Zeit    |
| ----- | -------------- | -------------- | ------- |
| 1     | Nigeria        | Maria Usifo    | 56,74 s |
| 2     | Uganda         | Ruth Kyalisima | 57,32 s |
| 3     | Elfenbeinküste | Marie Womplou  | 57,60 s |

### 3000 m Hindernis
| Platz | Land     | Athlet           | Zeit        |
| ----- | -------- | ---------------- | ----------- |
| 1     | Algerien | Azzedine Brahmi  | 8:26,56 min |
| 2     | Marokko  | Abdelaziz Sahere | 8:27,30 min |
| 3     | Algerien | Kamel Benlakhlef | 8:38,21 min |

### 20 km Gehen/5000 m Gehen
| Platz | Land     | Athlet               | Zeit      |
| ----- | -------- | -------------------- | --------- |
| 1     | Algerien | Mohamed Bouhalla     | 1:27:43 h |
| 2     | Algerien | Abdelouaheb Ferguène | 1:34:07 h |
| 3     | Algerien | Arezki Boumrar       | 1:41:46 h |

| Platz | Land     | Athletin        | Zeit        |
| ----- | -------- | --------------- | ----------- |
| 1     | Algerien | Sabiha Mansouri | 25:51,7 min |
| 2     | Algerien | Dalila Frihi    | 27:06,2 min |
| 3     | Algerien | Kheïra Sadat    | 29:19,3 min |

### Hochsprung
| Platz | Land    | Athlet          | Höhe   |
| ----- | ------- | --------------- | ------ |
| 1     | Senegal | Boubacar Guèye  | 2,16 m |
| 2     | Tschad  | Paul Ngadjadoum | 2,16 m |
| 3     | Kamerun | Fred Salle      | 2,13 m |

| Platz | Land           | Athletin           | Höhe   |
| ----- | -------------- | ------------------ | ------ |
| 1     | Elfenbeinküste | Lucienne N’Da      | 1,80 m |
| 2     | Senegal        | Constance Senghor  | 1,68 m |
| 3     | Elfenbeinküste | Salimata Coulibaly | 1,68 m |

### Weitsprung
| Platz | Land     | Athlet       | Weite  |
| ----- | -------- | ------------ | ------ |
| 1     | Nigeria  | Yusuf Alli   | 7,78 m |
| 2     | Kamerun  | Fred Salle   | 7,53 m |
| 3     | Algerien | Lotfi Khaïda | 7,51 m |

| Platz | Land    | Athletin        | Weite  |
| ----- | ------- | --------------- | ------ |
| 1     | Ghana   | Juliana Yendork | 5,70 m |
| 2     | Senegal | Néné Sangharé   | 5,68 m |
| 3     | Senegal | Fatou Tambédou  | 5,56 m |

### Dreisprung
| Platz | Land     | Athlet             | Weite   |
| ----- | -------- | ------------------ | ------- |
| 1     | Angola   | António Santos     | 16,43 m |
| 2     | Algerien | Lotfi Khaïda       | 16,22 m |
| 3     | Libyen   | Fethi Khelid Aboud | 16,00 m |

### Stabhochsprung
| Platz | Land     | Athlet           | Höhe   |
| ----- | -------- | ---------------- | ------ |
| 1     | Tunesien | Choukri Abahnini | 4,90 m |
| 2     | Tunesien | Mejdi Drine      | 4,80 m |
| 3     | Algerien | Samir Agsous     | 4,80 m |

### Speerwurf
| Platz | Land     | Athlet         | Weite   |
| ----- | -------- | -------------- | ------- |
| 1     | Uganda   | Justin Arop    | 74,52 m |
| 2     | Tunesien | Tarek Chaabani | 67,50 m |
| 3     | Algerien | Samir Ménouar  | 64,62 m |

| Platz | Land     | Athletin           | Weite   |
| ----- | -------- | ------------------ | ------- |
| 1     | Algerien | Yasmina Azzizi     | 48,82 m |
| 2     | Algerien | Samia Djémaa       | 45,74 m |
| 3     | Uganda   | Schola Mujawamaria | 44,86 m |

### Diskuswurf
| Platz | Land     | Athlet             | Weite   |
| ----- | -------- | ------------------ | ------- |
| 1     | Nigeria  | Adewale Olukoju    | 62,12 m |
| 2     | Ägypten  | Hassan Ahmed Hamad | 55,94 m |
| 3     | Algerien | Yacine Louail      | 47,72 m |

| Platz | Land    | Athletin           | Weite   |
| ----- | ------- | ------------------ | ------- |
| 1     | Nigeria | Grace Apiafi       | 50,60 m |
| 2     | Ägypten | Hanan Ahmed Khaled | 47,58 m |
| 3     | Marokko | Zoubida Laayouni   | 47,50 m |

### Kugelstoßen
| Platz | Land    | Athlet                | Weite   |
| ----- | ------- | --------------------- | ------- |
| 1     | Ägypten | Ahmed Mohamed Ashoush | 19,40 m |
| 2     | Ägypten | Ahmed Kamel Shata     | 19,00 m |
| 3     | Nigeria | Adewale Olukoju       | 17,70 m |

| Platz | Land    | Athletin             | Weite   |
| ----- | ------- | -------------------- | ------- |
| 1     | Ägypten | Hanan Ahmed Khaled   | 15,02 m |
| 2     | Marokko | Souad Malloussi      | 14,85 m |
| 3     | Kamerun | Jeanne Ngo Minyemeck | 13,92 m |

### Hammerwurf
| Platz | Land     | Athlet                   | Weite   |
| ----- | -------- | ------------------------ | ------- |
| 1     | Algerien | Hakim Toumi              | 69,06 m |
| 2     | Algerien | Djamel Zouiche           | 63,92 m |
| 3     | Ägypten  | Sherif Farouk El Hennawi | 59,28 m |

### 4 × 100 m
| Platz | Land    | Zeit    |
| ----- | ------- | ------- |
| 1     | Nigeria | 39,27 s |
| 2     | Ghana   | 39,44 s |
| 3     | Senegal | 39,66 s |

| Platz | Land           | Zeit    |
| ----- | -------------- | ------- |
| 1     | Ghana          | 44,68 s |
| 2     | Elfenbeinküste | 45,59 s |
| 3     | Senegal        | 46,45 s |

### 4 × 400 m
| Platz | Land           | Zeit        |
| ----- | -------------- | ----------- |
| 1     | Äthiopien      | 3:07,11 min |
| 2     | Elfenbeinküste | 3:08,45 min |
| 3     | Burundi        | 3:09,11 min |

| Platz | Land           | Zeit        |
| ----- | -------------- | ----------- |
| 1     | Uganda         | 3:37,74 min |
| 2     | Elfenbeinküste | 3:38,30 min |
| 3     | Marokko        | 3:50,25 min |

### Zehnkampf/Siebenkampf
| Platz | Land     | Athlet              | Punkte      |
| ----- | -------- | ------------------- | ----------- |
| 1     | Algerien | Mahmoud Aït Ouhamou | 7160 Punkte |
| 2     | Algerien | Mourad Mohour Bacha | 7128 Punkte |
| 3     | Marokko  | Abdennacer Moumen   | 7051 Punkte |

| Platz | Land      | Athletin            | Punkte      |
| ----- | --------- | ------------------- | ----------- |
| 1     | Algerien  | Yasmina Azzizi      | 5740 Punkte |
| 2     | Mauritius | M.-Lourdes A. Samba | 4821 Punkte |
| 3     | Ägypten   | Huda Hashem Ismail  | 4289 Punkte |

## Medaillenspiegel
| Medaillenspiegel Endstand nach 41 Entscheidungen | Medaillenspiegel Endstand nach 41 Entscheidungen | Medaillenspiegel Endstand nach 41 Entscheidungen | Medaillenspiegel Endstand nach 41 Entscheidungen | Medaillenspiegel Endstand nach 41 Entscheidungen | Medaillenspiegel Endstand nach 41 Entscheidungen |
| Platz                                            | Land                                             | Gold                                             | Silber                                           | Bronze                                           | Gesamt                                           |
| ------------------------------------------------ | ------------------------------------------------ | ------------------------------------------------ | ------------------------------------------------ | ------------------------------------------------ | ------------------------------------------------ |
| 1                                                | Nigeria                                          | 11                                               | 2                                                | 3                                                | 16                                               |
| 2                                                | Algerien                                         | 10                                               | 7                                                | 11                                               | 28                                               |
| 3                                                | Marokko                                          | 3                                                | 4                                                | 7                                                | 14                                               |
| 4                                                | Ghana                                            | 3                                                | 4                                                | 2                                                | 9                                                |
| 5                                                | Senegal                                          | 3                                                | 3                                                | 4                                                | 10                                               |
| 6                                                | Äthiopien                                        | 3                                                | 3                                                | 3                                                | 9                                                |
| 7                                                | Ägypten                                          | 2                                                | 3                                                | 2                                                | 7                                                |
| 8                                                | Uganda                                           | 2                                                | 1                                                | 1                                                | 4                                                |
| 9                                                | Elfenbeinküste                                   | 1                                                | 6                                                | 2                                                | 9                                                |
| 10                                               | Tunesien                                         | 1                                                | 3                                                | -                                                | 4                                                |
| 11                                               | Angola                                           | 1                                                | -                                                | -                                                | 1                                                |
| 11                                               | Ruanda                                           | 1                                                | -                                                | -                                                | 1                                                |
| 13                                               | Mauritius                                        | -                                                | 2                                                | 1                                                | 3                                                |
| 14                                               | Kamerun                                          | -                                                | 1                                                | 2                                                | 3                                                |
| 15                                               | Mosambik                                         | -                                                | 1                                                | -                                                | 1                                                |
| 15                                               | Tschad                                           | -                                                | 1                                                | -                                                | 1                                                |
| 17                                               | Burundi                                          | -                                                | -                                                | 1                                                | 1                                                |
| 17                                               | Madagaskar                                       | -                                                | -                                                | 1                                                | 1                                                |
| 17                                               | Libyen                                           | -                                                | -                                                | 1                                                | 1                                                |